# Боумен, Кристофер
Кри́стофер Бо́умен (англ. Christopher Bowman; 30 марта 1967 года Голливуд, Калифорния, США — 10 января 2008 года, Лос-Анджелес, США) — фигурист из США серебряный и бронзовый призёр чемпионатов мира, двукратный чемпион США в мужском одиночном катании. Чемпион мира среди юниоров 1983 года.

## Биография
В детстве Боумен снимался на коммерческом телевидении, снялся также в двух эпизодах в сериале «Маленький домик в прериях». В фигурном катании использовал своё природный артистизм, за что получил прозвище «Шоумен Боуман». На чемпионате США 1986 года шёл вторым после короткой программы, получил травму и снялся с соревнований. В течение 18 лет тренировался у Фрэнка Кэрролла. Затем тренировался у Толлера Крэнстона и Джона Никса. После окончания спортивной карьеры стал употреблять кокаин. В 90-е годы перешёл в профессионалы и выступал в шоу «Айс-капады» (Ice Capades). Работал тренером, спортивным комментатором. Умер в 2008 году от передозировки наркотиков.

## Спортивные достижения
| Соревнования/Сезоны      | 1983 | 1984 | 1985 | 1986 | 1987 | 1988 | 1989 | 1990 | 1991 | 1992 |
| ------------------------ | ---- | ---- | ---- | ---- | ---- | ---- | ---- | ---- | ---- | ---- |
| Зимние Олимпиады         |      |      |      |      |      | 7    |      |      |      | 4    |
| Чемпионаты мира          |      |      |      |      | 7    | 5    | 2    | 3    | 5    | 4    |
| Чемпионаты США           |      | 9    | 4    |      | 2    | 3    | 1    |      | 2    | 1    |
| Чемпионаты мира (юниоры) | 1    |      |      |      |      |      |      |      |      |      |